# دانیل گریمن

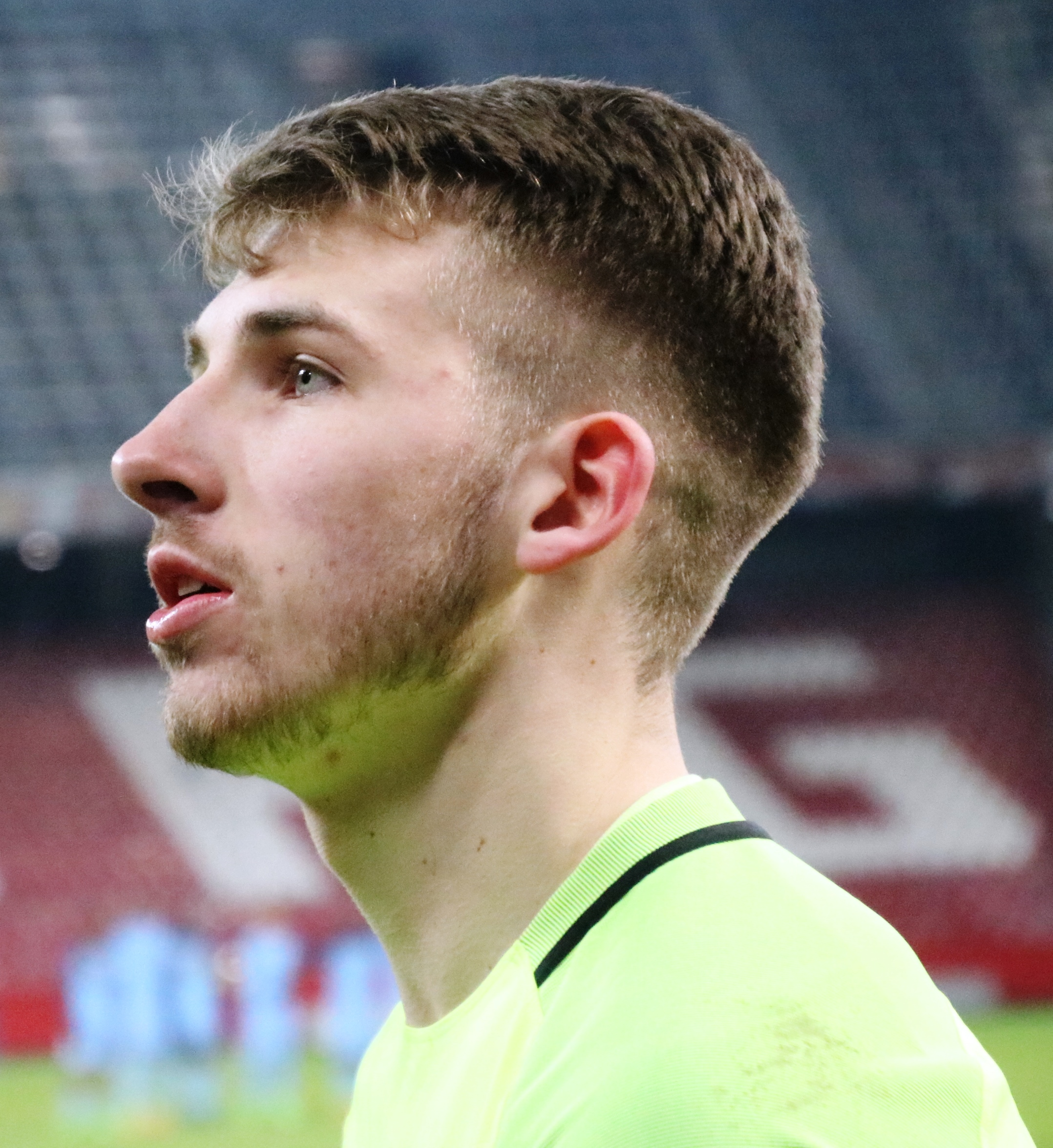
دانیل گریمن در سال ۲۰۱۷

دانیل گریمن (انگلیسی: Daniel Grimshaw؛ زادهٔ ۱۶ ژانویهٔ ۱۹۹۸) بازیکن فوتبال است.